# Claude Delcroix
Claude Delcroix (Parijs, 11 november 1931 - Rixensart, 24 april 2019) was een Belgisch politicus voor de PS.

## Levensloop
Delcroix, van opleiding fysicus, werd beroepshalve onderwijzer aan de normaalschool van Nijvel. Tevens was hij assistent en onderzoeker aan de faculteit geneeskunde van de ULB, waar hij later lid werd van de raad van bestuur. In 1978 werd hij er adjunct-rector. Tevens was hij actief als auteur van wetenschappelijke artikels.
Hij werd politiek actief voor de PS en was van 1976 tot 1982 voorzitter van de partijafdeling van Waals-Brabant. In 1982 werd hij voor de partij verkozen tot gemeenteraadslid van Rixensart, een mandaat dat hij uitoefende tot in 2006. Van 1989 tot 1994 was hij er tevens schepen van Financiën.
Bovendien zetelde hij van 1991 tot 1994 en van 1998 tot 1999 in het Europees Parlement als opvolger van respectievelijk Elio Di Rupo en Raymonde Dury.